# ویلیام فوربس گاتاکر
ویلیام فوربس گاتاکر (انگلیسی: William Forbes Gatacre; ۳ دسامبر ۱۸۴۳ – ۱۸ ژانویهٔ ۱۹۰۶) فرد نظامی اهل پادشاهی متحد بریتانیای کبیر و ایرلند بود. وی همچنین برندهٔ جوایزی همچون نشان حمام شده‌است.